# Tobago
Tobago is het een-na-grootste van de eilanden die het land Trinidad en Tobago vormen. Het behoort tot de Kleine Antillen en ligt 30 km noordoostelijk van Trinidad. Het ligt voor de delta van de Orinoco. De ligging is vrij strategisch, niet ver van de kust van Venezuela, alsook van Guyana en de eilanden in de Caribische Zee. Tobago heeft veel goede baaien voor verankering. Om deze redenen werd het eiland in de zeventiende eeuw betwist door verschillende Europese mogendheden.

## Geografie
Het klimaat is tropisch. Er valt ongeveer 200 cm regen per jaar en er zijn twee seizoenen: het regenseizoen van juni tot januari en het droge seizoen van januari tot juni.
Tobago heeft een oppervlakte van 300 km² en een bevolking van ongeveer 50.000. Het eiland is van vulkanische oorsprong. Het is 42 km lang en 10 km breed. Het hoogste punt is Pigeon Peak (572 m). De hoofdstad is Scarborough met 17.000 inwoners. Tobago heeft een eigen parlement met 15 leden waarvan er 12 gekozen worden.

## Geschiedenis
De eerste menselijke samenlevingen op Trinidad en Tobago zijn meer dan 7000 jaar oud. De eerste bewoners van Tobago waren waarschijnlijk afkomstig uit noordoostelijke Zuid-Amerika en zijn rond 4000 v.Chr. op Tobago aangekomen. Deze eerste bewoners worden aangeduid als de Archaiers of Ortorioden. Deze bevolking domineerde het gebied tot ongeveer 200 v.Chr.. 
Vanaf ongeveer 250 v.Chr. betraden de Saladoiden Trinidad en Tobago. Na 250 betrad een derde groep, de Barrancoiden de eilanden. Rond het jaar 650 betrad een nieuwe groep, de Arauquinoide de eilanden. Rond 1300 arriveerde de vijfde en laatste precolumbiaanse bevolking op Trinidad en Tobago.
Het eerste contact met Europeanen vond plaats in 1498 toen Christoffel Columbus op het eiland aankwam. Hij noemde het eiland, dat werd bewoond door Cariben Indianen, Bella Forma. Later werd de naam gewijzigd in Tobago, waarschijnlijk naar tabak. De oorspronkelijke bewoners werden door de Spaanse kolonisten vrijwel uitgeroeid, de rest ging op in de nieuwe bevolking. Het eiland is in totaal 22 keer van bezitter veranderd. Frankrijk, Nederland, Groot-Brittannië en zelfs Koerland hebben het in handen gehad. In de periodes van de machtswisselingen was het een piratennest.
In de tijd dat het eiland Nederlands bezit was, werd het Nieuw Walcheren genoemd. De Zeeuwen - onder opdracht van de Vlissingse gebroeders Adriaen en Cornelis Lampsins - stichtten er een nederzetting die zij Nieuw Vlissingen noemden, later omgedoopt tot Lampsinsburg. In 1674 verkocht Cornelis het eiland aan het Gewest Holland. Hendrik Carloff kwam met een plan het eiland opnieuw te koloniseren en werd benoemd tot gouverneur.
Op 3 maart 1677 vielen de Fransen tijdens de Eerste Slag bij Tobago Lampsinsburg en de Nederlandse schepen aan. De Nederlandse bevelvoerende commandant, commandeur Jacob Binckes wist onderbemand en met grote verliezen de Fransen een strategische nederlaag te bezorgen. Maar omdat Nederlandse versterkingen te laat kwamen, werd Tobago op 6 december tijdens de Tweede Slag bij Tobago opnieuw door een nieuwe Franse vloot aangevallen en veroverd, waarbij commandeur Binckes op 12 december sneuvelde. Met de Vrede van Nijmegen (1678) kwam een definitief einde aan Nieuw Walcheren, en werd geheel Tobago Frans gebied.
In 1814 kwam Tobago uiteindelijk in Britse handen en in 1888 werd het met Trinidad tot één kolonie samengevoegd. Als deel van de West-Indische Federatie werden de eilanden in 1958 zelfstandig, en na het uiteenvallen van dit staatsverband werd Tobago samen met Trinidad onafhankelijk. In 1962 namen ze de naam Republic of Trinidad and Tobago aan.

## Economie
Sinds circa 1985 heeft de economie van het eiland een grote groei doorgemaakt dankzij het toerisme dat als voornaamste bron van inkomsten geldt.

## Natuur
Het Tobago Main Ridge Forest Reserve werd vanaf 17 april 1776 als natuurreservaat beschermd; het oudste van de Nieuwe Wereld. 
Ongeveer de helft van de 485 soorten vogels die op Trinidad leven komen ook op Tobago voor. 27 vogelsoorten komen wel op Tobago maar niet op Trinidad voor.
Liefhebbers van ornithologie en ecotoerisme kunnen er vogels bekijken als de witstaartsabelvleugel, Prachtmanakin, Gekraagde trogon en de Trinidadmotmot.
De flora van Tobago is door de nabijheid van Zuid-Amerika rijker dan de meer afgelegen eilanden van de Antillen, op Tobago groeien endemische planten als de Justicia tobagensis.

## Varia
- Op het gehele eiland geldt een maximum rijsnelheid van 50 km per uur.

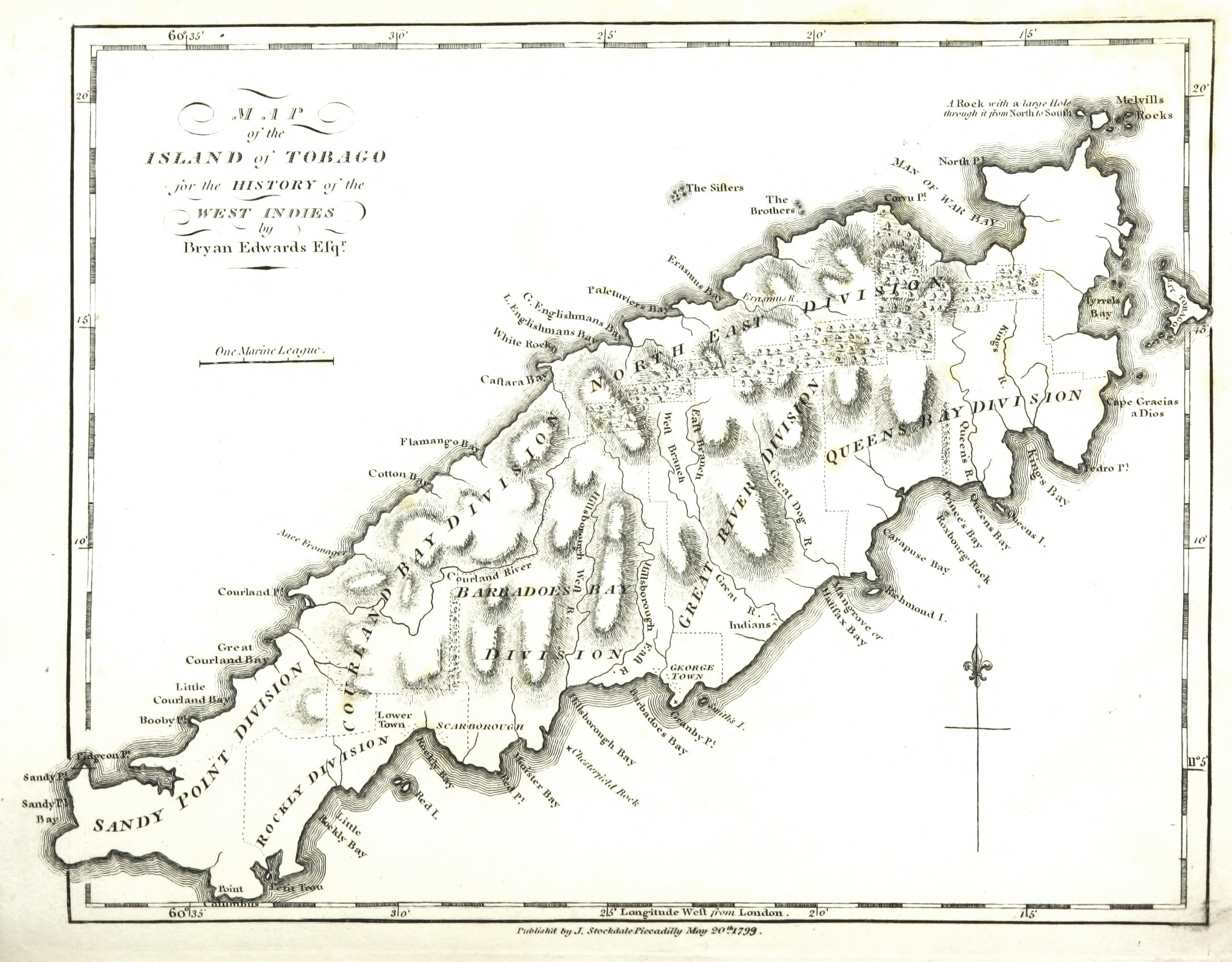
Tobago (1799)
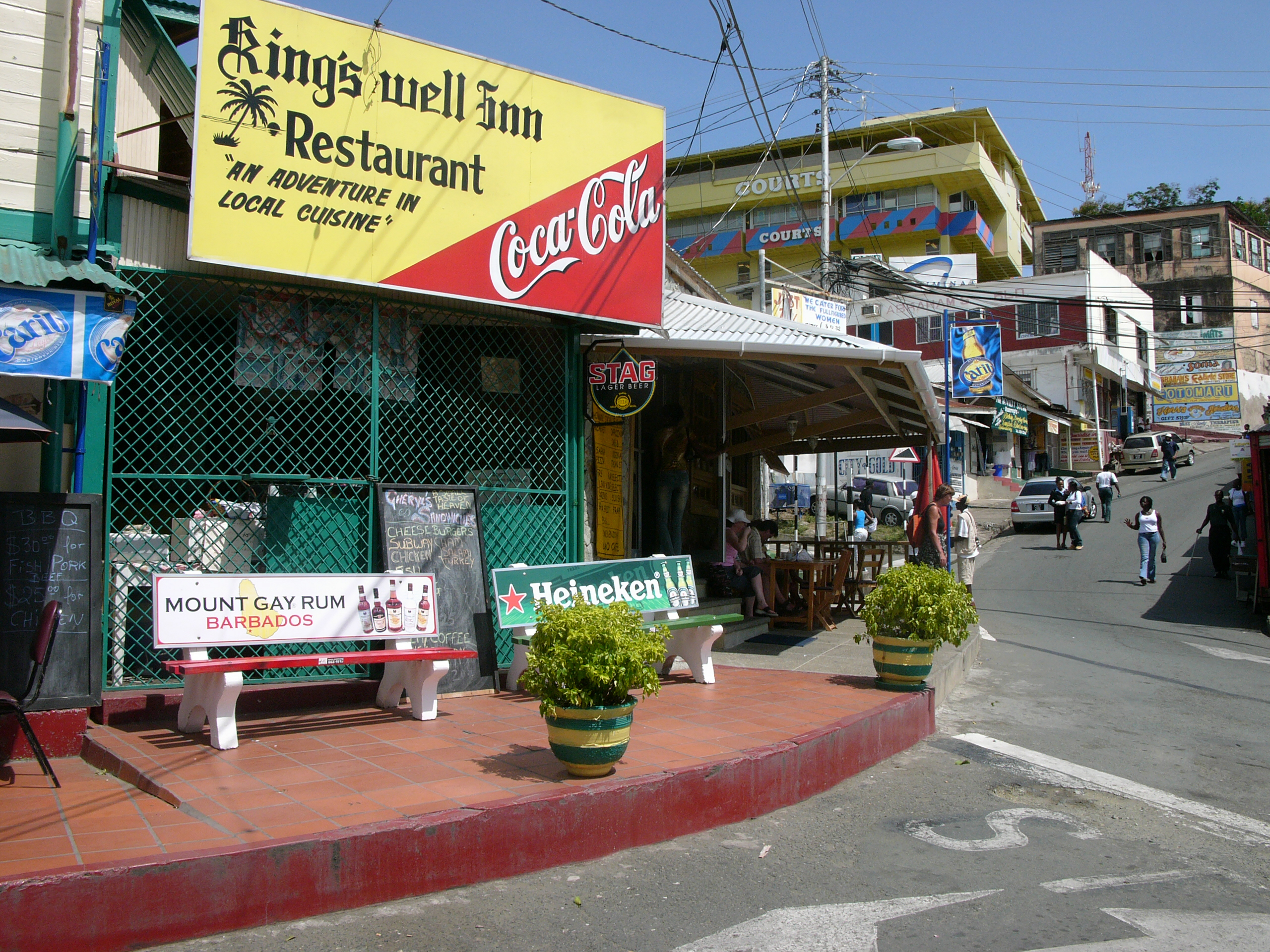
Scarborough
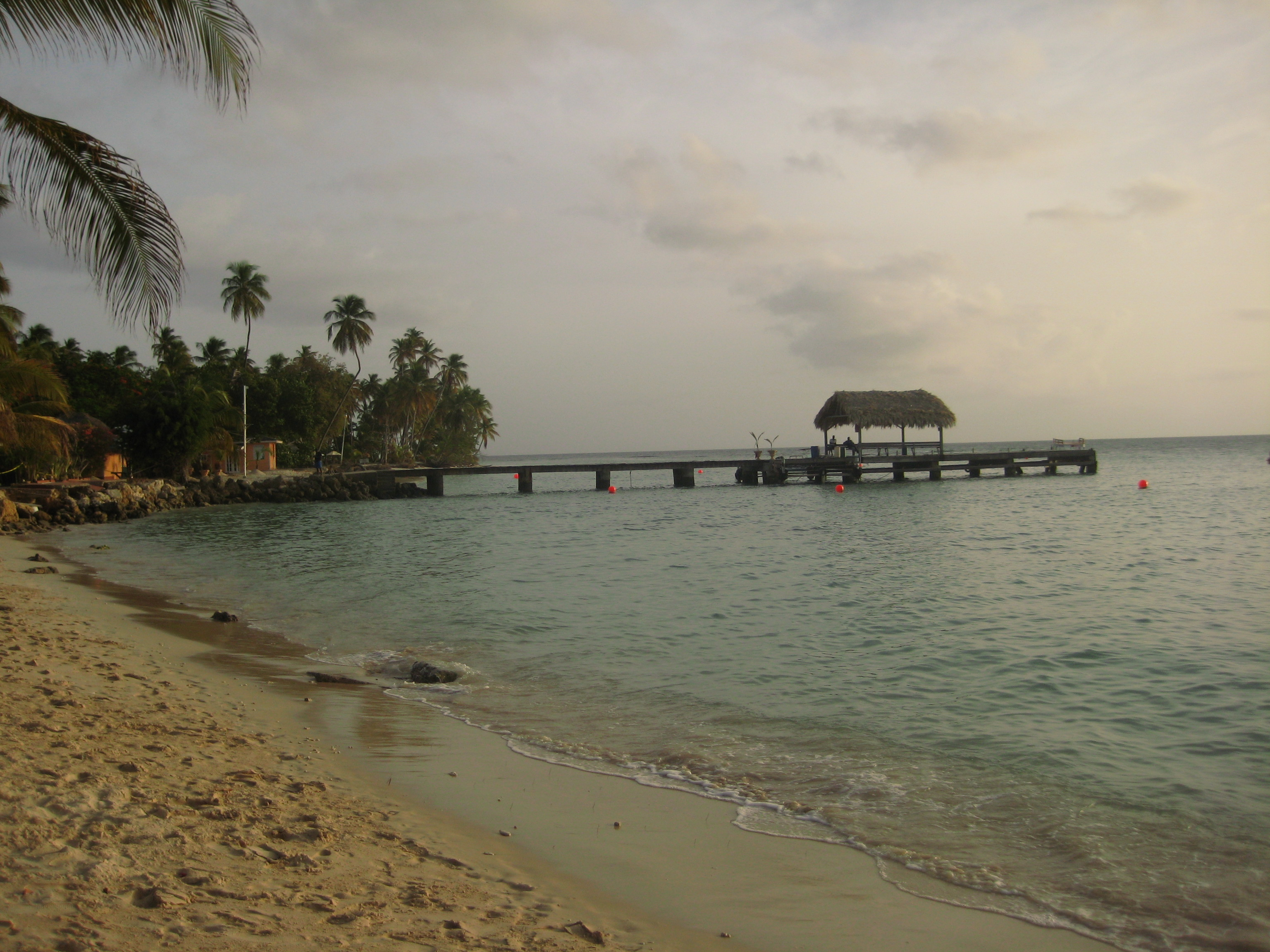
Pigeon Point